# Főzelék

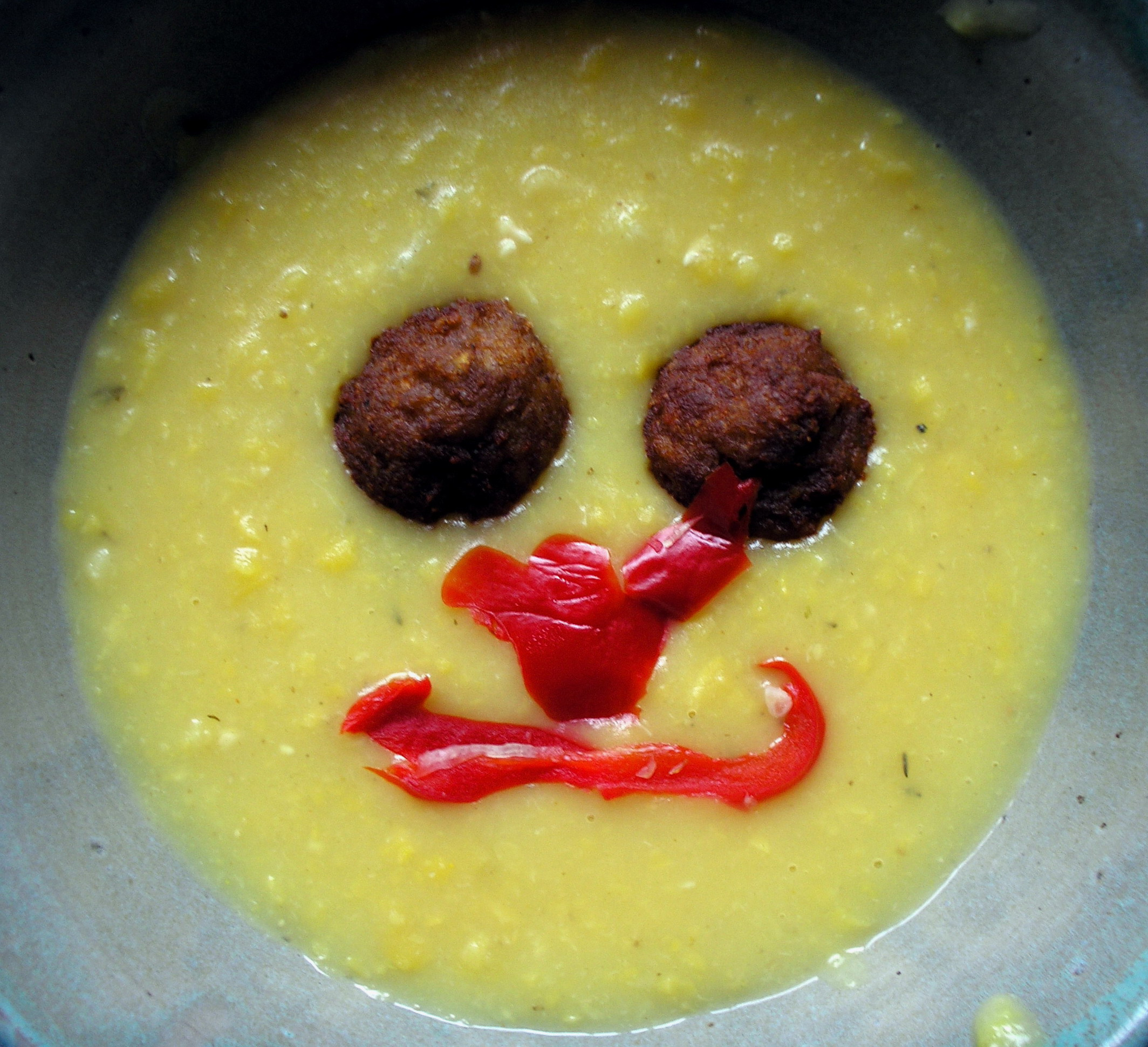
Een Főzelék gegarneerd met gehaktballen en rode paprika

Főzelék is een Hongaars hoofdgerecht dat uit groenten bestaat. 
Alle soorten groenten worden gebruikt, bijvoorbeeld: erwten,aardappelen, spinazie, pompoen, groene boontjes, bonen, kool, boerenkool, linzen, boterprinsessenbonen, minder gebruikelijk ook bloemkool, broccoli, maïs enz.
Bij de groenten wordt gehakt, gebakken of gefrituurd vlees, gebakken worst, gebakken ei enzovoort geserveerd.